# Jase Richardson
Jason “Jase” Anthoney Richardson II, né le 16 octobre 2005 à Berkeley en Californie, est un joueur américain de basket-ball évoluant aux postes de meneur et d'arrière. Il mesure 1,84 m.

## Biographie
Il est le fils de Jason Richardson, ancien joueur NBA.

### NBA
Jase Richardson est sélectionné en vingt-cinquième position par le Magic d'Orlando lors de la draft 2025 de la NBA.

## Palmarès et distinctions individuelles

### Universitaires
- Third-team All-Big Ten (2025)
- Big Ten All-Freshman Team (2025)